# エスピー・マレー
エスピー・マレー（SP Marais、1989年3月16日 - ）は、ラグビーユニオンの選手。

## プロフィール
- 南アフリカ共和国・パロー出身[1]。
- ポジションはウィング(WTB)、フルバック(FB)。
- 身長 185cm、体重 94kg
- ニックネームはSarel。

## 略歴
レパーズ、イースタン・プロヴィンス・キングス、キングス、シャークス、シャークス、ブルズ、ウェスタン・プロヴィンス、ストーマーズを経て、2019年、キヤノンイーグルス(現・横浜キヤノンイーグルス)に加入。
2020年1月12日にジャパンラグビートップリーグ第1節神戸製鋼コベルコスティーラーズ戦に先発出場で日本での公式戦初出場を果たす。
2024年5月、横浜キヤノンイーグルスを退団した。

## 受賞歴

### リーグワン
- 2022ベストキッカー